# Viévy
Pour l’article homonyme, voir Vievy-le-Rayé.
Viévy est une commune française située dans le canton d'Arnay-le-Duc du département de la Côte-d'Or, en région Bourgogne-Franche-Comté.

## Géographie
La commune ne compte pas moins de 14 hameaux : Dracy-Chalas, Chevigny, la Chaume, Thoreille-le-Deffend (ou Défens), Morey, Chavenne, Uchey, Poncey, le Thillot, Ebruyères, Essertenne, Visignot et Veuvrailles, auxquels viennent s'ajouter quelques lieux-dits comme la Cave, Auxerain, le Pontot ou Champhalin. Le point haut est situé à 435 m d'altitude entre Dracy-Chalas et Visignot au niveau du chemin du Grand Bessey, et le point bas, de 316 m, au niveau du moulin d'Auxerain, le long de la rivière Lacanche.
Du fait de sa position géographique, Viévy est traversée par une ancienne voie romaine qui reliait autrefois Autun à Arnay-le-Duc. Elle est aujourd'hui partiellement empruntée par la route départementale 16.

### Climat
Pour des articles plus généraux, voir Climat de la Bourgogne-Franche-Comté et Climat de la Côte-d'Or.
En 2010, le climat de la commune est de type climat océanique dégradé des plaines du Centre et du Nord, selon une étude du Centre national de la recherche scientifique s'appuyant sur une série de données couvrant la période 1971-2000. En 2020, Météo-France publie une typologie des climats de la France métropolitaine dans laquelle la commune est exposée à un climat océanique altéré et est dans la région climatique  Lorraine, plateau de Langres, Morvan, caractérisée par un hiver rude (1,5 °C), des vents modérés et des brouillards fréquents en automne et hiver. 
Pour la période 1971-2000, la température annuelle moyenne est de 10,5 °C, avec une amplitude thermique annuelle de 17,4 °C. Le cumul annuel moyen de précipitations est de 871 mm, avec 12,1 jours de précipitations en janvier et 7,6 jours en juillet. Pour la période 1991-2020, la température moyenne annuelle observée sur la station météorologique de Météo-France la plus proche, « Arnay_sapc », sur la commune de Saint-Prix-lès-Arnay à 7 km à vol d'oiseau, est de 10,5 °C et le cumul annuel moyen de précipitations est de 799,9 mm,. Pour l'avenir, les paramètres climatiques de la commune estimés pour 2050 selon différents scénarios d'émission de gaz à effet de serre sont consultables sur un site dédié publié par Météo-France en novembre 2022.

## Urbanisme

### Typologie
Au 1er janvier 2024, Viévy est catégorisée commune rurale à habitat très dispersé, selon la nouvelle grille communale de densité à 7 niveaux définie par l'Insee en 2022.
Elle est située hors unité urbaine et hors attraction des villes,.

### Occupation des sols
L'occupation des sols de la commune, telle qu'elle ressort de la base de données européenne d’occupation biophysique des sols Corine Land Cover (CLC), est marquée par l'importance des territoires agricoles (91,5 % en 2018), une proportion sensiblement équivalente à celle de 1990 (91,6 %). La répartition détaillée en 2018 est la suivante : 
prairies (69,5 %), terres arables (11,4 %), zones agricoles hétérogènes (10,6 %), forêts (8,5 %). L'évolution de l’occupation des sols de la commune et de ses infrastructures peut être observée sur les différentes représentations cartographiques du territoire : la carte de Cassini (XVIIIe siècle), la carte d'état-major (1820-1866) et les cartes ou photos aériennes de l'IGN pour la période actuelle (1950 à aujourd'hui).

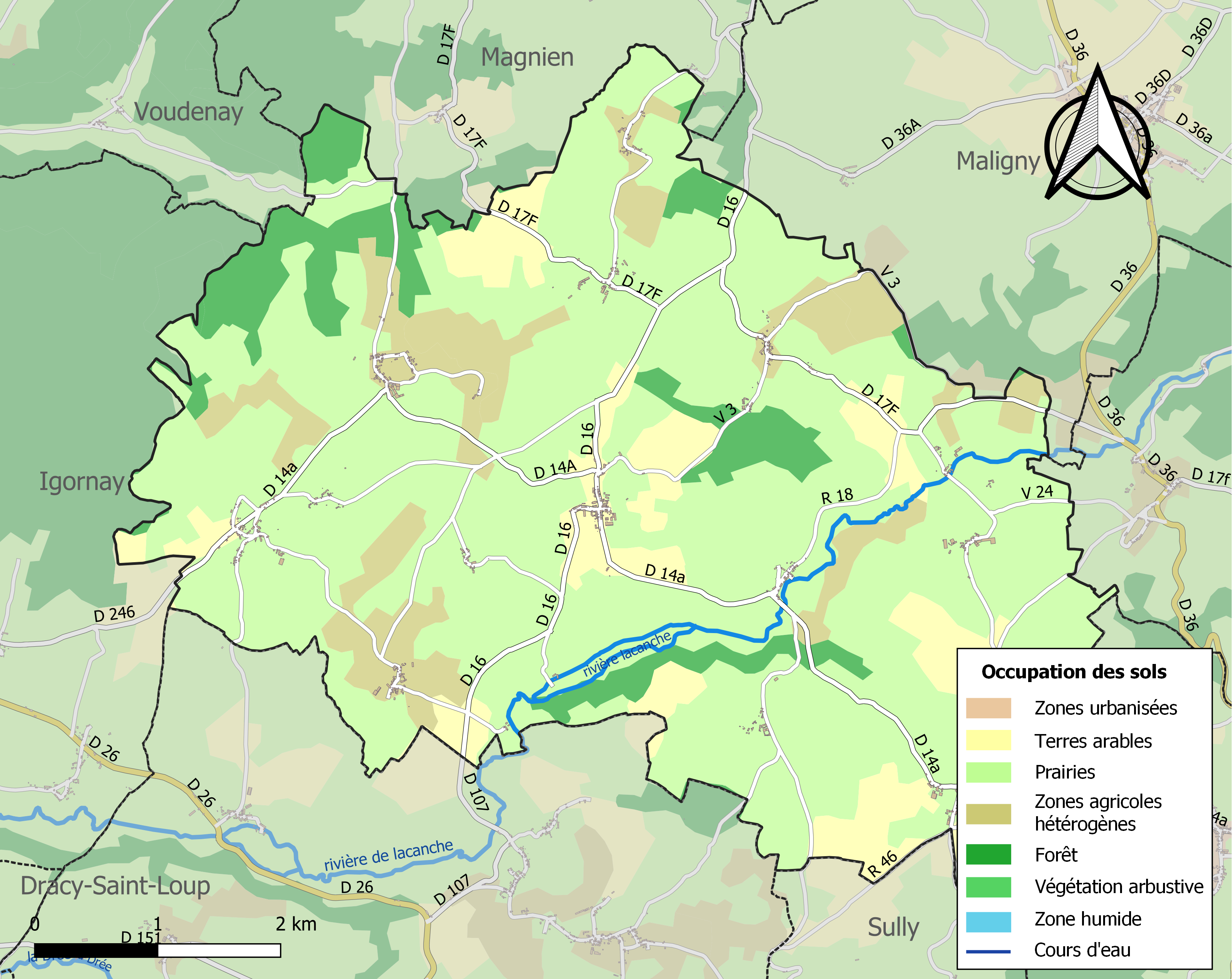
Carte des infrastructures et de l'occupation des sols de la commune en 2018 (CLC).

## Histoire
On trouve une trace de Viévy vers 840 sous le nom de Vetus Vicum qui a donné le nom actuel de ses habitants : les Vétivicois. Placée sous le vocable de Saint-Christophe, la paroisse dépendait de l'évêché d'Autun, du bailliage, du grenier à sel et de la recette d'Arnay-le-Duc.

## Politique et administration
| Période                                  | Période           | Identité                 | Étiquette | Qualité           |
| ---------------------------------------- | ----------------- | ------------------------ | --------- | ----------------- |
| 23 février 1827                          | juillet 1833      | Jean-Marie Billard       | SE        |                   |
| juillet 1833                             | 16 novembre 1834  | Léger Parize             | SE        |                   |
| 16 novembre 1834                         | 24 septembre 1843 | Lazare Bouley            | SE        |                   |
| 24 septembre 1843                        | 10 septembre 1848 | Antoine Bligny           | SE        |                   |
| 10 septembre 1848                        | 15 juillet 1852   | Charles Gaudry           | SE        |                   |
| 15 juillet 1852                          | 16 septembre 1855 | Claude Parize-Bazenet    | SE        |                   |
| 16 septembre 1855                        | 5 novembre 1861   | Pierre Bligny            | SE        |                   |
| 5 novembre 1861                          | 27 mars 1863      | Antoine Bligny-Communaux | SE        |                   |
| 27 mars 1863                             | 4 novembre 1863   | Etienne Billard          | SE        |                   |
| 4 novembre 1863                          | 11 août 1865      | Philibert Peuteuil       | SE        |                   |
| 11 août 1865                             | 17 septembre 1865 | Jacques Delaroux         | SE        |                   |
| 17 septembre 1865                        | 18 mai 1871       | Pierre Lambert           | SE        |                   |
| 6 décembre 1865                          | 11 février 1866   | Jacques Delaroux         | SE        | maire par intérim |
| 18 mai 1871                              | 14 juin 1874      | Charles Gaudry           | SE        |                   |
| 14 juin 1874                             | 21 janvier 1878   | Martial Garchey          | SE        |                   |
| 21 janvier 1878                          | 23 janvier 1881   | Charles Gaudry           | SE        |                   |
| 23 janvier 1881                          | 18 mai 1884       | Étienne Gagnard          | SE        |                   |
| 18 mai 1884                              | mai 1888          | Martial Garchey          | SE        |                   |
| mai 1888                                 | 15 mai 1892       | Étienne Gagnard          | SE        |                   |
| 15 mai 1892                              | 10 décembre 1919  | François Bonnardot       | SE        |                   |
| 10 décembre 1919                         | 19 mai 1935       | Claude Grandbouche       | SE        |                   |
| 19 mai 1935                              | 18 novembre 1944  | Claude Moniez            | SE        |                   |
| 18 novembre 1944                         | 28 mars 1971      | Ludovic Belin            | SE        |                   |
| 28 mars 1971                             | 20 mars 1983      | Louis Chevalier          | SE        |                   |
| 20 mars 1983                             | 23 juin 1995      | René Cautain             | SE        |                   |
| 23 juin 1995                             | mars 2014         | Gérard Fichot            | SE        |                   |
| mars 2014                                | En cours          | Alain Guiniot            | SE        |                   |
| Les données manquantes sont à compléter. |                   |                          |           |                   |

## Démographie
L'évolution du nombre d'habitants est connue à travers les recensements de la population effectués dans la commune depuis 1793. Pour les communes de moins de 10 000 habitants, une enquête de recensement portant sur toute la population est réalisée tous les cinq ans, les populations de référence des années intermédiaires étant quant à elles estimées par interpolation ou extrapolation. Pour la commune, le premier recensement exhaustif entrant dans le cadre du nouveau dispositif a été réalisé en 2004.

En 2022, la commune comptait 360 habitants, en évolution de +0,84 % par rapport à 2016 (Côte-d'Or : +0,82 %, France hors Mayotte : +2,11 %).
| 1793  | 1800  | 1806  | 1821  | 1836  | 1841  | 1846  | 1851  | 1856  |
| ----- | ----- | ----- | ----- | ----- | ----- | ----- | ----- | ----- |
| 1 274 | 1 379 | 1 458 | 1 322 | 1 451 | 1 450 | 1 422 | 1 415 | 1 393 |

| 1861  | 1866  | 1872  | 1876  | 1881  | 1886  | 1891  | 1896  | 1901  |
| ----- | ----- | ----- | ----- | ----- | ----- | ----- | ----- | ----- |
| 1 364 | 1 400 | 1 390 | 1 528 | 1 430 | 1 406 | 1 314 | 1 271 | 1 182 |

| 1906  | 1911  | 1921 | 1926 | 1931 | 1936 | 1946 | 1954 | 1962 |
| ----- | ----- | ---- | ---- | ---- | ---- | ---- | ---- | ---- |
| 1 200 | 1 140 | 922  | 883  | 808  | 758  | 686  | 621  | 615  |

| 1968 | 1975 | 1982 | 1990 | 1999 | 2004 | 2006 | 2009 | 2014 |
| ---- | ---- | ---- | ---- | ---- | ---- | ---- | ---- | ---- |
| 582  | 483  | 443  | 352  | 347  | 365  | 373  | 346  | 350  |

| 2019 | 2022 | - | - | - | - | - | - | - |
| ---- | ---- | - | - | - | - | - | - | - |
| 356  | 360  | - | - | - | - | - | - | - |

## Secteurs d'activité

### Première moitié duXXesiècle
Même si l'activité de la commune était principalement agricole, on recense au travers des registres d’état civil les activités suivantes :
des scieurs de long, trois meuniers, des forgerons, un charron, des cabaretiers, des épiciers, des poseurs de chemin de fer, un tuilier, des sabotiers, des couturières, un géomètre, un maréchal-ferrant, des maçons, un vannier et un distillateur, une sage-femme auxquels s'ajoutent les manœuvres, les domestiques et les journaliers, ainsi que les employés de l'administration, comme le garde-champêtre, les cantonniers et les instituteurs.

### Deuxième moitié duXXesiècle
Avec l'arrivée de l’électricité en 1927, on voit apparaitre de nouveaux métiers tandis que d'autres disparaissent petit à petit. Ainsi, et surtout après la seconde guerre mondiale, les fermes s'équipent de moulins électriques réduisant ainsi l'activité des moulins à eau et le pain est de moins en moins produit sur place, au profit des boulangers. L'arrivée des machines agricoles après guerre, forcent aussi certains métiers à évoluer. Ainsi, charrons, forgerons et maréchaux-ferrants doivent apprendre la mécanique. Viévy voit l'installation de plusieurs menuisiers, d'un garage automobile, d'un électricien, mais aussi la fermeture des cafés, des épiceries, du bureau de tabac (disposant du télégraphe et téléphone public) et des dernières forges.

### Première moitié duXXIesiècle
Si de nos jours, l'activité agricole est restée la première de la commune, il reste néanmoins quelques artisans et petites entreprises tel un maçon, un menuisier, un plaquiste-peintre, un électricien, une entreprise de travaux publics, une société de fabrication et de réparation de trompes de chasse, un éditeur, quelques gites ruraux et chambres d'hôtes et une rôtisserie.

## Lieux et monuments

### Château d'Auxerain
Bien que l'on ignore la date exacte de sa construction, on sait qu'il appartenait au XIVe siècle à Hugues du Bois ou Hughes du Bos,  seigneur de la Tour du Bost, officier de Philippe le Bon, gruyer et homme de confiance des ducs de Bourgogne, "chevalier, conseiller, chambellan, bailli de Charollois, seigneur d'Ausserain". Le fief dépendait alors de la puissante famille seigneuriale de la Tournelle dans laquelle Hugues du Bois avait épousé Philippine de la Tournelle (dame du Bos, d'Ausserain et de Montgachot), qui avait reçu Ausserain en héritage de sa mère Agnès de Cortiambles. À l'origine perchée sur la côte d'Auxerain, il ne reste aujourd'hui de la bâtisse qu'une ruine éparpillée.

### Château du Défens
La présence d'un château-fort sur le hameau du Deffend (aujourd'hui rattaché à Thoreille) est connue dès 1461.
Il a été remplacé au XVIIe siècle par une grande maison de maître flanquée d'une tour ronde ornée de pans de bois, dominant l'étang. Présence d'un pigeonnier carré en ruines, d'une croix et une petite fontaine abritée sous une voûte en pierre.

### Chapelle Saint Amand
Elle fut construite au XVIIIe siècle dans le hameau de Dracy-Chalas. La légende veut que le son de sa cloche éloignait les orages.

### Moulins à eau
On en dénombre trois, toujours existant, même s'ils ne sont plus en activité, dans les lieux-dits de Champhalin, de Morey et d'Auxerain.

### Lavoirs
À l'origine dix hameaux disposaient d'un lavoir dont certains ont été utilisés jusque dans les années 70. Celui de Viévy, situé à côté de la mairie, a été restauré en 2011, et celui de Thoreille, en 2006. Les autres, dans un état de conservation allant de correct à comblé, se situaient à Chavennes, Dracy-Chalas, Esbruyères, La Chaume, Uchey, Veuvrailles, Visignot et Thillot.

## Personnalités liées à la commune
- Athénaïs de Rochechouart de Mortemart (1640-1707), future marquise de Montespan et maîtresse de Louis XIV. Elle aurait été élevée au château du Deffens, qui appartenait alors à Claude-Léonard Damas, marquis de Thianges et mari de sa sœur aînée Gabrielle.
- Louis Follet (1898-1957), militant communiste.